# Hugo Blanco Galdós

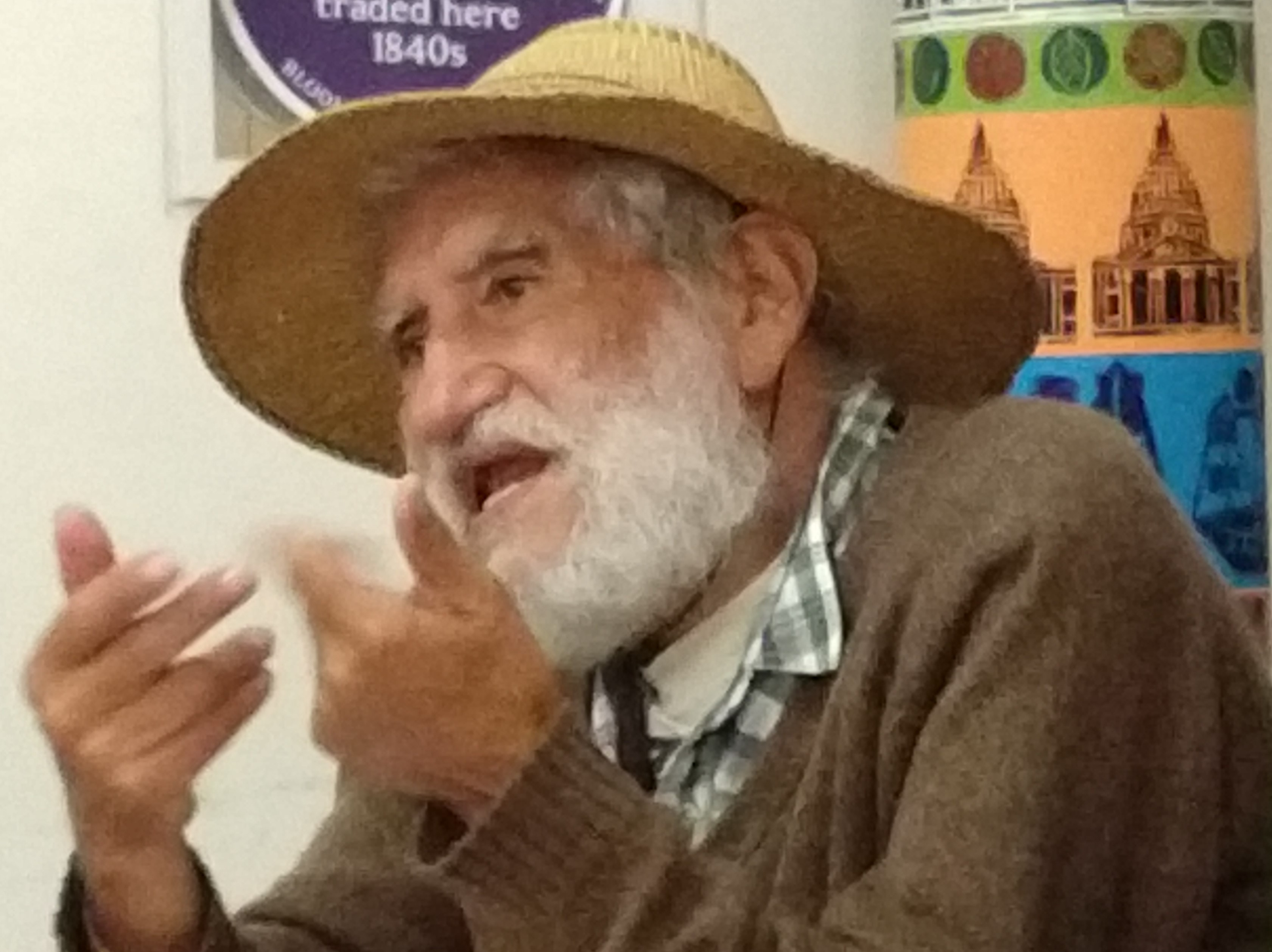
Hugo Blanco Galdós, 2019

Hugo Blanco Galdós (* 15. November 1934 in Cusco, Peru; † 25. Juni 2023 in Uppsala, Schweden) war ein peruanischer Bauern- und Gewerkschaftsführer, trotzkistisch orientierter Politiker, Guerillakämpfer und politischer Autor. Eine führende Rolle spielte er in der Confederación Campesina del Perú (CCP) bei der Landumverteilung in den Anden.

## Leben
Hugo Blanco wuchs im Quechua-Dorf Huanoquite (Provinz Paruro, Departamento Cuzco) zweisprachig mit Spanisch und Quechua auf. In seiner Kindheit erlebte er, wie der Hacendado einem Peón mit glühendem Eisen ein Brandzeichen am Hintern versetzte. Mit zehn Jahren kam er erstmals in Kontakt mit einem indigenen Bauernführer.
Hugo Blanco studierte in Cuzco am Colegio Nacional de Ciencias und ab 1954 in La Plata in Argentinien Landwirtschaft. Hier kam er in Kontakt mit dem Trotzkismus und beteiligte sich 1955 am Widerstand gegen den Militärputsch gegen die Regierung von Juan Perón.
Nach seiner Rückkehr nach Peru trat er in Lima der Revolutionären Arbeiterpartei (Partido Obrero Revolucionario, POR) bei und beteiligte sich 1958 an Demonstrationen beim Besuch des US-amerikanischen Vizepräsidenten Richard Nixon. Auf Grund zunehmender Repression verlegte die POR bald darauf ihren Sitz nach Cuzco.
Als Vertreter der Zeitungsverkäufergewerkschaft (Sindicato Único de Vendedores de Periódicos) wurde Blanco Mitglied des regionalen Gewerkschaftsverbandes von Cuzco (Federación Departamental de Trabajadores del Cusco). Später trat er als Landarbeiter der Landarbeitergewerkschaft in Chaupimayo (Sindicato de Campesinos de Chaupimayo) in der Provinz La Convención bei, als deren Delegierter er im März 1961 Mitgründer des regionalen Bauernverbandes von Cusco (Federación Departamental de Campesinos del Cusco) war und in die Versammlung des peruanischen Bauernverbandes Confederación Campesina del Perú gewählt wurde.
Die indigenen Bauern mussten auf den Haciendas im Gegenzug dafür, dass sie ein Stück Land bebauen durften, ohne Bezahlung für den Hacendado arbeiten. Blanco förderte die Gründung von Landarbeitergewerkschaften. 1962 vereinigte sich die POR mit Teilen der Peruanischen Kommunistischen Partei (Partido Comunista Peruano, PCP) und der Revolutionären Agrarpartei (Partido Agrario Revolucionario) zur Front der Revolutionären Linken (Frente de Izquierda Revolucionaria, FIR). Die Bauern in La Convención forderten das Ende der Menschenrechtsverletzungen und begannen 1962, durch Landbesetzungen unter der Parole Uyaq Allpa, Utaq Wañuy (Quechua: „Land oder Tod“, auch auf Spanisch: ¡Tierra o muerte!) ihre Ländereien zurückzufordern. Während im Verlauf des Bauernstreiks für den Großgrundbesitzer keine Arbeiten mehr verrichtet wurden, bearbeiteten die Bauern ihre eigenen, in Besitz genommene Parzellen. De facto führte dies unter der Leitung der FIR zur ersten, regional begrenzten Landreform in der Geschichte Perus, bei der die besetzten Ländereien an die Dorfgemeinschaften rückübertragen wurden. Zur Finanzierung der Bauernbewegung überfielen Kämpfer der FIR in Lima eine Bankfiliale der Banco de Crédito. Die Regierung ging polizeilich gegen die Bauern vor und verhaftete FIR-Aktivisten, ohne jedoch die Vertreibung der Hacendados verhindern zu können. Blanco, der an den Aktionen der Bauern führend beteiligt war, wurde 1962 zum Generalsekretär des Bauernverbandes der Provinz La Convención gewählt. Präsident Manuel Prado y Ugarteche verfügte per Dekret die Abschaffung der Zahlung des Pachtzinses durch Arbeit, was jedoch die Forderungen der Bauern nur teilweise erfüllte.
Der im Juli 1962 durch einen Militärputsch an die Macht gelangte General Ricardo Pérez Godoy beschloss, die Bauernbewegung von Cusco militärisch zu unterdrücken, erließ aber gleichzeitig Ende 1962 ein Landreformgesetz für die Täler von La Convención und Lares (letzteres in der Provinz Calca), mit dem die Landnahme der Bauern legalisiert wurde. Unter der Leitung von Hugo Blanco bewaffneten sich Bauern in Chaupimayo und bildeten die Guerillaeinheit Brigada Remigio Huamán (benannt nach einem von der Polizei erschossenen Bauern), doch wurde der Gruppe durch die Landreform und die damit verbundene Erfüllung der Forderungen der Bauern in der Region die Unterstützung entzogen. Bereits im Mai 1963 wurde die Gruppe zerschlagen und Blanco inhaftiert. Er wurde in Arequipa vor ein Militärgericht gestellt und wegen Verrats am Vaterland angeklagt. Ein Angebot der Ausweisung unter der Bedingung zu schweigen lehnte er ab. Er wurde zu 25 Jahren Haft verurteilt, doch ging die Staatsanwaltschaft, welche die Todesstrafe forderte, in Berufung. Weltweite Unterstützer, darunter Amnesty International Schweiz, leiteten eine internationale Kampagne gegen ein drohendes Todesurteil ein, bei der unter anderen Jean-Paul Sartre und Simone de Beauvoir eine wichtige Rolle spielten. Nach drei Jahren Untersuchungshaft wurde Hugo Blanco 1966 endgültig zu 25 Jahren Haft verurteilt und auf die Gefängnisinsel El Frontón vor Callao verbracht. Dort schrieb er sein Buch Tierra o Muerte („Land oder Tod“).
Der 1968 durch Putsch an die Macht gelangte reformorientierte General Juan Velasco Alvarado bot Hugo Blanco die Freiheit unter der Bedingung an, bei der Durchführung des von seiner Regierung 1969 für ganz Peru erlassenen Landreformgesetzes mitzuarbeiten. Andere bis dahin inhaftierte Bauernführer taten dies. Hugo Blanco lehnte jedoch ab und warf der Regierung vor, dass die Ländereien der enteigneten Großgrundbesitzer nicht den bäuerlichen Gemeinschaften, sondern der staatlichen Bürokratie unterstellt würden. Dennoch wurde Hugo Blanco 1970 freigelassen, wegen seiner Opposition aber 1971 nach Mexiko ausgewiesen. Hier veröffentlichte er 1971 sein Buch Tierra o Muerte. Er zog weiter nach Argentinien, wo er unter der Militärregierung inhaftiert und sodann nach Chile ausgewiesen wurde. Unter der Regierung der Unidad Popular unter Salvador Allende wirkte Blanco in der Organisation der Arbeiter in den Industriegürteln (Cordones Industriales). Nach dem Putsch von Augusto Pinochet nahm ihn der schwedische Botschafter Harald Edelstam auf und ermöglichte ihm so politisches Asyl in Schweden. Hier arbeitete er einige Zeit bei der schwedischen Entwicklungsbehörde Sida, wo er angehenden Entwicklungshelfern Spanisch- und Quechua-Unterricht erteilte. Später arbeitete er in einem Industriebetrieb in Stockholm.
1976 kehrte Blanco in das nunmehr von General Francisco Morales Bermúdez regierte Peru zurück. Hier trat er für die Partei Frente Obrero Campesino, Estudiantil y Popular (FOCEP) bei den Wahlen zur verfassungsgebenden Versammlung an und nutzte hierbei seine Sendezeiten im Fernsehen für einen Streikaufruf des Gewerkschaftsverbandes Central General de Trabajadores del Perú (CGTP) gegen Sozialkürzungen. Infolgedessen wurde er im Rahmen des Plans Condor nach Argentinien ausgewiesen. Bei den Wahlen errang er trotzdem die meisten Stimmen der Linken, woraufhin ihm wieder die Einreise nach Peru gestattet wurde.
Von 1980 bis 1985 war Blanco Abgeordneter für die trotzkistische Revolutionäre Partei der Arbeiter (Partido Revolucionario de los Trabajadores, PRT) und gleichzeitig Sekretär für Menschenrechte bei der Confederación Campesina del Perú (CCP) sowie Mitglied des Ausschusses für Menschenrechte im Abgeordnetenhaus. 1983, als der Bewaffnete Konflikt in Peru auf seinem Höhepunkt war, bezeichnete er den General Clemente Noel, Militärchef der Region Ayacucho, als Mörder. Auf Grund dessen wurde er aus der Parlamentssitzung ausgeschlossen. Von 1985 bis 1990, als er Organisationssekretär der CCP war, gingen im Departamento Puno 1.250.000 ha Land ins Eigentum indigener Dorfgemeinschaften (Quechua und Aymara) über.
Später war Blanco in der Organisation von Bauernmilizen (Rondas Campesinas) im Norden Perus aktiv und nahm an einem Bauernstreik in Pucallpa teil. Von 1990 bis zur handstreichartigen Auflösung des Parlaments durch Alberto Fujimori 1992 war er Abgeordneter für die Vereinigte Linke (Izquierda Unida). Nachdem er 1992 von Mordplänen sowohl vom peruanischen Staatssicherheitsdienst als auch vom maoistischen Sendero Luminoso erfahren hatte, floh er mit seiner Frau und zwei Kindern nach Mexiko, wo er politisches Asyl erhielt. 1997 kehrte er nach Peru zurück.
2002 erlitt Hugo Blanco während eines Besuches in einer Dorfgemeinschaft in der Region Cusco eine Blutung im Gehirn. Auf Grund internationaler Unterstützung konnte er in Mexiko-Stadt behandelt werden, wo er bis 2003 im Krankenhaus blieb.
Hugo Blanco war nomineller Direktor der in Cusco ansässigen Monatszeitschrift Lucha Indígena / Llapa Runaq Hatariynin und gehörte dem Herausgeberkreis der 2006 gegründeten internationalen politischen Zeitschrift Sin Permiso an.

## Privatleben
Hugo Blanco heiratete in den 1950er Jahren Vilma Valer Delgado aus Apurimac, mit der er eine Tochter hat. Seine 1959 geborene älteste Tochter Carmen Blanco Valer ist Umweltaktivistin in Schweden. Insgesamt hat Hugo Blanco zwei Töchter und vier Söhne.
Hugo Blanco Galdós starb im Juni 2023 im Alter von 88 Jahren in einem Krankenhaus in Schweden.

## Schriften
- Tierra o muerte: las luchas campesinas en Perú. Siglo XXI Editores, Mexiko-Stadt 1972.
- Workers and Peasants to Power! A Revolutionary Program for Peru. Pathfinder, New York 1978.
- Nosotros los Indios, 2003, dt.: Wir Indios. Der Kampf der Indígenas gegen rassistische Unterdrückung und die Zerstörung ihrer Umwelt. Neuer ISP-Verlag, Karlsruhe 2011.

## Film
- Hugo Blanco: Río Profundo, Dokumentarfilm von Malena Martínez Cabrera, Österreich und Peru 2019.[9]